# Andrés Talavera
Andrés Talavera (Bayamón, ...) è un pallavolista portoricano.
Gioca nel ruolo di opposto.

## Carriera

### Club
La carriera di Andrés Talavera inizia nei tornei scolastici portoricani, giocando con la Discípulos de Cristo, prima di trasferirsi negli Stati Uniti d'America e partecipare alla NCAA Division I con l'Erskine, dal 2013 al 2017, saltando la prima annata e raggiungendo due volte le Final 6.
Gioca per la prima volta da professionista nella stagione 2017, partecipando alla Liga de Voleibol Superior Masculino coi Capitanes de Arecibo.